# Santiago del Teide (kommunhuvudort)
Santiago del Teide är en kommunhuvudort i Spanien.   Den ligger i provinsen Provincia de Santa Cruz de Tenerife och regionen Kanarieöarna, i den sydvästra delen av landet, 1 800 km sydväst om huvudstaden Madrid. Santiago del Teide ligger 922 meter över havet och antalet invånare är 12 050. Den ligger på ön Teneriffa.
Terrängen runt Santiago del Teide är kuperad åt sydväst, men åt nordost är den bergig. Havet är nära Santiago del Teide åt sydväst. Runt Santiago del Teide är det ganska tätbefolkat, med 104 invånare per kvadratkilometer. Närmaste större samhälle är Icod de los Vinos, 13,4 km nordost om Santiago del Teide. I omgivningarna runt Santiago del Teide växer i huvudsak buskskog.